# 戴启熊
戴启熊（？—？），福建仙游人，中华民国政治人物。
戴启熊出生于福建省仙游县迎薰街（今莆田市仙游县鲤城街道南桥社区），民国18年（1929年）接替黄裳元任仙游县县长，民国20年（1931年）由谢箴廉接任；民国33年（1944年）6月接替毛皋坤担任霞浦县县长，翌年由刘仇接任。